# NGC 7046
NGC 7046 (другие обозначения — PGC 66407, UGC 11708, MCG 0-54-9, ZWG 375.20, IRAS21123+0237) — спиральная галактика с перемычкой (SBc) в созвездии Малый Конь.
Этот объект входит в число перечисленных в оригинальной редакции «Нового общего каталога».